# Xã Armada, Quận Buffalo, Nebraska
Xã Armada (tiếng Anh: Armada Township) là một xã thuộc quận Buffalo, tiểu bang Nebraska, Hoa Kỳ. Năm 2010, dân số của xã này là 249 người.